# 本亚明·斯特芬
本亚明·斯特芬（德語：Benjamin Steffen，1982年3月8日—），瑞士男子击剑运动员，2017年世界锦标赛男子重剑团体银牌得主、2018年世界锦标赛男子重剑团体金牌得主、2019年世界锦标赛男子重剑团体铜牌得主。